# Samciînți, Starokosteantîniv
Samciînți (în ucraineană Самчинці) este localitatea de reședință a comunei Samciînți din raionul Starokosteantîniv, regiunea Hmelnîțkîi, Ucraina.
Localitatea face parte din regiunea istorică Volânia, iar după tratatul de pace de la Riga din 1921 a devenit parte a Uniunii Sovietice.

## Demografie
Componența lingvistică a localității Samciînți
     Ucraineană (98,42%)
     Rusă (1,36%)
Conform recensământului din 2001, majoritatea populației localității Samciînți era vorbitoare de ucraineană (98,42%), existând în minoritate și vorbitori de rusă (1,36%).